# 아프가 점수

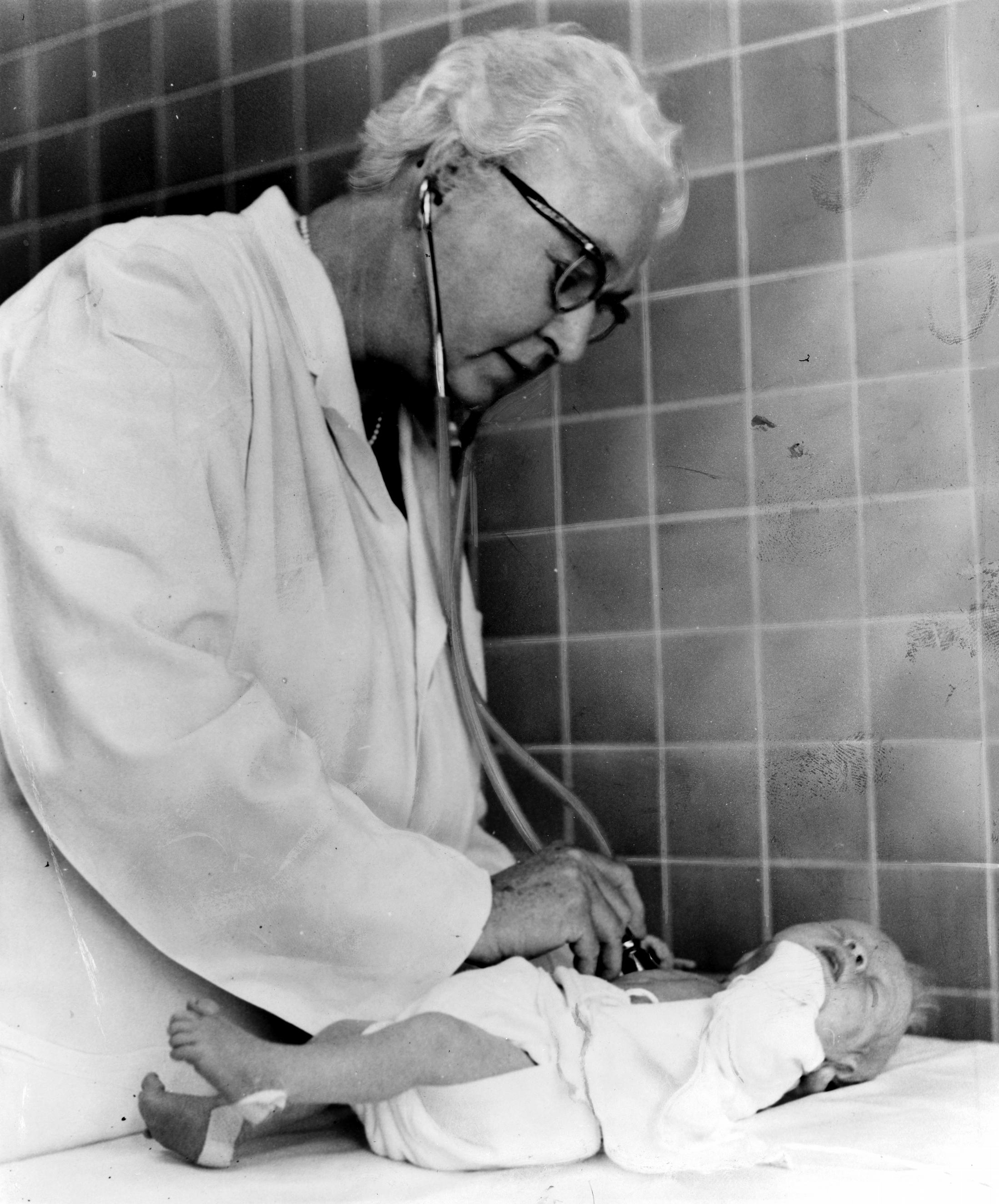
버지니아 아프가 박사

아프가 점수(Apgar score)는 1952년 마취과 의사 버지니아 아프가가 출산 직후 신생아의 건강 상태를 빠르게 평가하기 위해 만든 점수 시스템이다. 아프가는 산부인과에서 분만 시 마취가 신생아에게 어떤 영향이 있는지 알아보기 위해 이런 점수 시스템을 고안하였다.
아프가 스코어는 신생아를 다섯가지 항목에 따라 한 항목에 최소 0점, 최대 2점을 주고, 이 점수를 다 합해서 상태를 평가하게 된다. 즉, 아프가 스코어 총점의 범위는 0점에서 10점까지이다. 다섯가지 항목을 쉽게 외우기 위하여 영어권에서는 아프가 (APGAR)를 Appearance (모습), Pulse (맥박), Grimace (찡그림), Activity (운동), Respiration (호흡)의 약자로 설명하기도 한다.

## 기준
|                                     | 0점                     | 1점                                                    | 2점                                       | APGAR       |
| ----------------------------------- | ----------------------- | ------------------------------------------------------ | ----------------------------------------- | ----------- |
| 피부색                              | 전체적으로 창백함       | 사지가 창백함 몸통은 분홍색 (말단청색증(acrocyanosis)) | 청색증 (cyanosis) 없음 몸과 사지가 분홍색 | Appearance  |
| 맥박                                | 없음                    | <100                                                   | ≥100                                      | Pulse       |
| 반사 (reflex) 과민성 (irritability) | 자극에 대한 반응이 없음 | 자극 시 약하게 울거나 찡그림                           | 자극 시 움츠리거나 울음                   | Grimace     |
| 근긴장도(muscle tone)               | 없음                    | 약간 굽힘 (flexion)                                    | 펴는 힘을 저지하는 굽힌 팔과 다리         | Activity    |
| 호흡                                | 없음                    | 약하고 불규칙적임, 헐떡임                              | 강함, 움                                  | Respiration |

## 점수의 해석

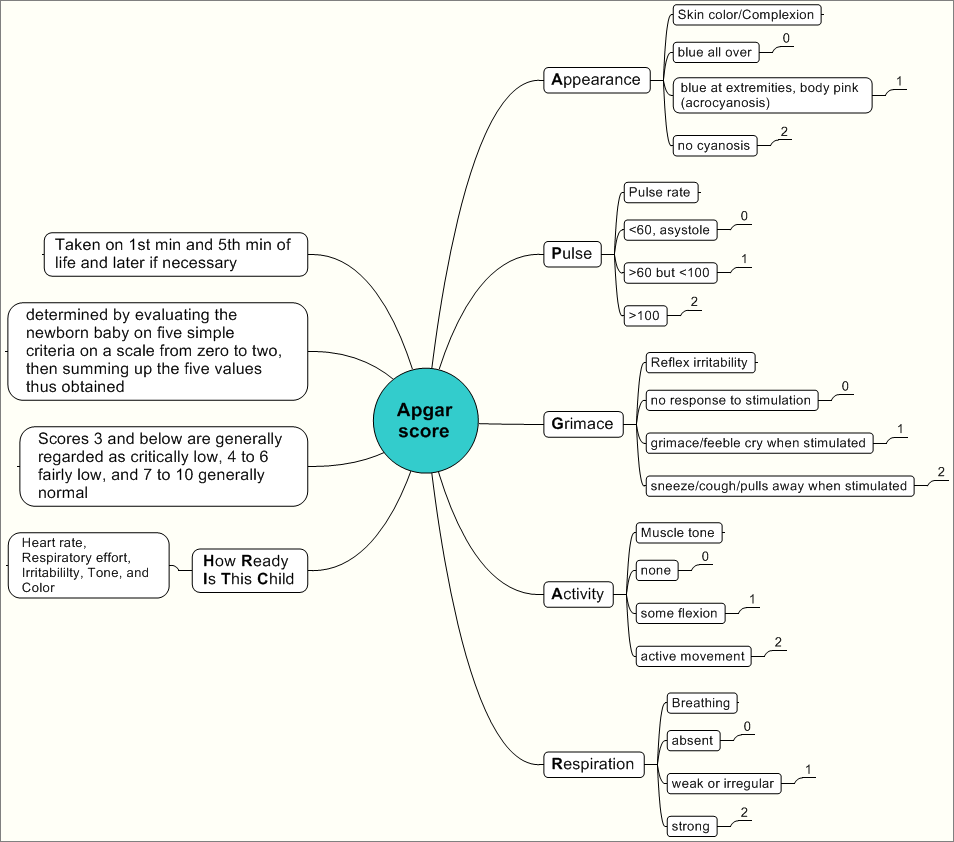
아프가 점수 해석 알고리즘

검사는 보통 출산 1분 후와 5분 후에 이루어지며, 점수가 낮을 경우 어느 때건 다시 반복할 수 있다. 3점 이하는 치명적으로 낮은 점수, 4점에서 6점은 약간 낮은 점수, 7점에서 10점은 정상 점수로 해석한다.
1분 검사 시 낮은 점수를 받았을 경우 신생아는 의학적 도움이 필요하다. 하지만 이것이 꼭 장기적인 문제가 생길 것을 뜻하지는 않는다. 만약 5분 검사, 그리고 추후 검사 (10분, 15분, 20분 등)에서 아프가 점수가 3점 이하일 경우, 신생아는 장기적인 신경학적 손상을 입을 가능성이 있다. 또한, 뇌성마비 (cerebral palsy)의 가능성도 존재한다. 하지만, 아프가 점수의 목적은 신생아가 응급 조치가 필요한가를 알아보기 위한 것으로, 장기적 예후를 알아보려는 목적으로 설계된 것은 아니다.
아프가 점수 10점은 일시적 청색증 때문에 흔치는 않으며, 9점인 아기와 10점인 아기는 본질적으로 다른 것은 별로 없다. 일시적 청색증은, 특히 고도가 높은 곳에서 태어난 아이의 경우 흔하게 나타난다. 페루에서 행해진 연구 결과 해수면 고도에 가까운 데서 태어난 아기와 높은 고도 (4340m)에서 태어난 아기의 아프가 점수는 1분 점수는 확실하게 차이가 났으나, 5분 점수는 거의 같은 것으로 나타났다. 산소 포화도 (oxygen saturation) 역시 높은 고도에서 더 낮았다.

## 같이 보기
- 글래스고 혼수척도